# 吉孔戈羅
吉孔戈羅是非洲中部國家盧旺達的城鎮，由南部省負責管轄，位於該國西南部布塔雷市和尚古古之間，海拔高度1,830米，2005年人口估計33,832。
02°30′S 29°35′E / 2.500°S 29.583°E